# Werner Söllner

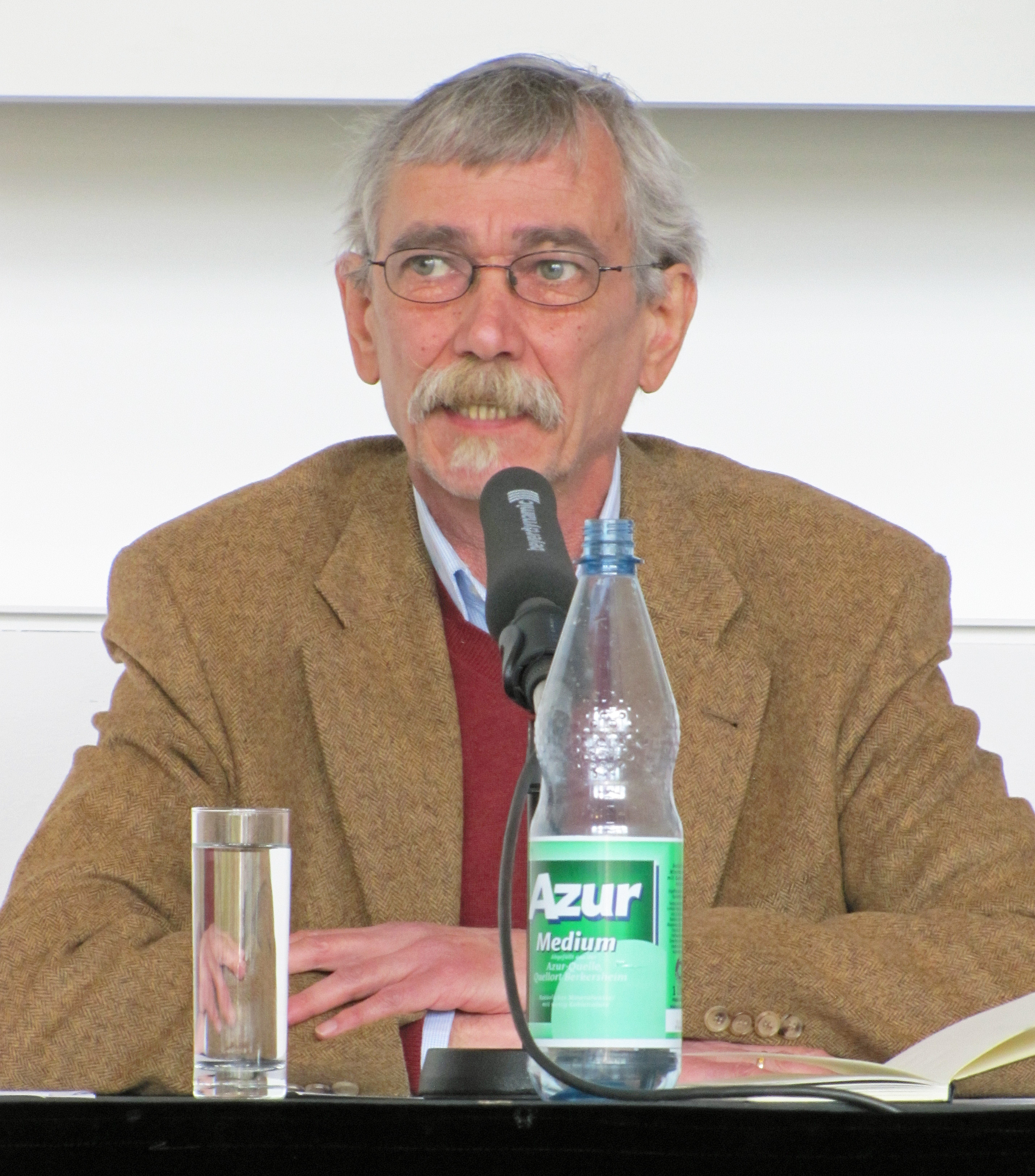
Werner Söllner (2010)

Werner Söllner (* 10. November 1951 in Horia, Volksrepublik Rumänien; † 19. Juli 2019 in Frankfurt am Main) war ein deutscher Schriftsteller. Er gehörte der deutschsprachigen Minderheit der Banater Schwaben an.

## Leben
Werner Söllner wuchs in Arad auf. Nach dem Abitur im Jahre 1970 studierte er in Cluj zunächst ein Jahr lang Physik, dann Germanistik und Anglistik. Gleichzeitig war er Redakteur des deutschsprachigen Teils der dreisprachigen Studentenzeitschrift Echinox.
Während seines Studiums wurde er vom rumänischen Geheimdienst Securitate zunächst mehrfach zu seinen eigenen Texten und Anschauungen verhört, dann auch über Freunde, Dozenten und Kollegen befragt, speziell auch über angehende Dichter aus der Aktionsgruppe Banat. Es wurden ihm Übersetzungen und Deutungen zu Texten oder Textstellen abverlangt, die zur Veröffentlichung an die Echinox-Redaktion eingesandt worden waren. Die Securitate führte ihn unter dem Decknamen Walter. Das Studium schloss er 1975 mit einer Diplomarbeit über das Frühwerk Paul Celans ab. Anschließend arbeitete er kurzzeitig als Deutsch- und Englischlehrer an einem Gymnasium in Bukarest. Durch den Ortswechsel gelang ihm der Absprung aus den Fängen der Securitate; er verweigerte in Bukarest jede Zusammenarbeit, kurze Zeit später eröffnete die Securitate gegen ihn einen Operativen Vorgang wegen angeblicher staatsfeindlicher Umtriebe.
Von 1976 bis 1982 war er Lektor für deutschsprachige Literatur im Bukarester Kinderbuchverlag Ion Creangă. Seine verlegerische Tätigkeit war für die rumäniendeutsche Kinderliteratur von großer Bedeutung, da er viele begabte Dichter seiner Generation zum Verfassen von Kinderbüchern anregte, darunter Richard Wagner, Rolf Bossert, Franz Hodjak, Karin Gündisch.
1982 siedelte er in die Bundesrepublik Deutschland über; er lebte von da an in Frankfurt am Main. 1991/92 war er Zuger Stadtbeobachter, 1992/93 hielt er die Köln-Düsseldorfer Poetiklesungen, 1993 die Frankfurter Poetikvorlesungen an der Goethe-Universität, 1997 war er Gastdozent am Dartmouth College und am Oberlin College. Seit 2002 war er Leiter des Hessischen Literaturforums im Mousonturm in Frankfurt am Main.
Werner Söllner war als Verfasser von Gedichten stark von Paul Celan beeinflusst, desgleichen von Hölderlin, Rilke, Benn, Huchel, zeitweise auch von Brecht, Rolf Dieter Brinkmann und Reiner Kunze. Auch nach der Übersiedlung nach Deutschland spielte die Erinnerung an seine Banater Heimat und besonders an die siebenbürgische seiner Großeltern eine wichtige Rolle in seiner oft dunklen, melancholischen Lyrik. Besonders seine Gedichtbände Kopfland. Passagen (1988) und Der Schlaf des Trommlers (1992) sowie auch die meisterhaften Dinescu-Nachdichtungen brachten ihm dauerhaften Ruhm ein. Die NZZ urteilte, Söllner sei „derzeit einer der souveränsten Lyriker deutscher Sprache.“
Werner Söllner war von 1979 bis 1982 Mitglied des Rumänischen Schriftstellerverbandes; später gehörte er dem PEN-Zentrum Deutschland und dem Verband Deutscher Schriftsteller an. Er erhielt u. a. folgende Auszeichnungen: 1978 den Lyrikpreis des Rumänischen Schriftstellerverbandes, 1985 den Andreas-Gryphius-Förderpreis, 1988 den Förderpreis des Friedrich-Hölderlin-Preises der Stadt Bad Homburg, 1992 den Förderpreis des Kulturkreises im Bundesverband der Deutschen Industrie sowie 1996 die Eugen Viehof-Ehrengabe. 1989 erhielt er den Deutschen Sprachpreis, gemeinsam mit Gerhardt Csejka, Helmuth Frauendorfer, Klaus Hensel, Herta Müller, Johann Lippet, William Totok, Richard Wagner.
Als Johann Lippet und Richard Wagner ihm im Herbst 2008 eröffneten, dass sie die in ihren Securitate-Akten gefundenen Aussagen des IM „Walter“ ihm zuordnen würden, offenbarte sich Söllner ihnen. Wagner beschuldigte Söllner, mit Berichten über die Aktionsgruppe Banat seinen Beitrag zur Auflösung der Gruppe geleistet zu haben. 2009, bei einer Münchner Tagung zum Thema Deutsche Literatur in Rumänien im Spiegel und Zerrspiegel der Securitate-Akten, gestand Söllner in einer öffentlichen Erklärung seine Verstrickung mit dem Geheimdienst. Er stritt jedoch ab, Herta Müller bespitzelt zu haben. Im folgenden Jahr trat er als Leiter des Hessischen Literaturforums zurück, das er ab 2002 innegehabt hatte.
Nach langer Publikationspause erschien 2015 sein letztes Werk, Knochenmusik. Werner Söllner starb im Juli 2019 nach kurzer schwerer Krankheit im Alter von 67 Jahren in Frankfurt am Main.

## Werke
- Wetterberichte, Cluj, 1975.
- Mitteilungen eines Privatmannes, Cluj, 1978.
- Sprachigkeit, Dreieich 1979.
- Eine Entwöhnung, Editura Kriterion, Bukarest 1980.
- Das Land, das Leben, Büdingen 1984.
- Es ist nicht alles in Ordnung, aber ok, Assenheim 1985.
- Klingstedts romantische Gründe, Berlin 1988.
- Kopfland, Passagen, Frankfurt am Main 1988, ISBN 3-518-11504-9.
- Der Schlaf des Trommlers, Zürich 1992, ISBN 3-250-10173-7.
- Zweite Natur, München: Brändel 1993 (Künstlerbuch).
- Knochenmusik, Frankfurt am Main 2015, ISBN 978-3-945400-19-7
- Schartige Lieder. Ausgewählte Gedichte, hrsg. von Susanne Söllner, Björn Jager, Nancy Hünger, Alexandru Bulucz, Frankfurt am Main (Edition Faust) 2021, ISBN 978-3-945400-91-3.

## Herausgeberschaft
- Franz Hodjak: Siebenbürgische Sprechübung, Frankfurt am Main 1990.
- Herkunft Rumänien, Eggingen 1995 (zusammen mit Franz Hodjak und Ludwig Krapf).
- Freundschaft der Dichter, Zürich 1997.

## Übersetzungen
- Marin Preda: Der große Wahnsinn, Bukarest 1980.
- Mircea Dinescu: Unter der billig gemieteten Sonne, Bukarest 1980.
- Mircea Dinescu: Gedichte, Büdingen 1982.
- Mircea Dinescu: Exil im Pfefferkorn, Frankfurt (Main) 1989, ISBN 3-518-11589-8.
- Mircea Dinescu: Ein Maulkorb fürs Gras, Zürich 1990.
- Mircea Dinescu: „Ich bin der Besitzer der Brücken …“, Eschborn 1997.